# Rhypholophus bifurcatus
Rhypholophus bifurcatus är en tvåvingeart som beskrevs av Maurice Emile Marie Goetghebuer 1920. Rhypholophus bifurcatus ingår i släktet Rhypholophus och familjen småharkrankar. Inga underarter finns listade i Catalogue of Life.